# Teoria de representació de SU(2)
En l'estudi de la teoria de la representació dels grups de Lie, l'estudi de les representacions de SU(2) és fonamental per a l'estudi de les representacions de grups de Lie semisimples. És el primer cas d'un grup de Lie que és alhora un grup compacte i un grup no abelià. La primera condició implica que la teoria de la representació és discreta: les representacions són sumes directes d'una col·lecció de representacions bàsiques irreductibles (governades pel teorema de Peter-Weyl). El segon significa que hi haurà representacions irreductibles en dimensions superiors a 1.
SU(2) és el grup de cobertura universal de SO(3) i, per tant, la seva teoria de representació inclou la d'aquest últim, a força d'un homomorfisme surjectiu a aquest. Això subjau a la importància de SU(2) per a la descripció del gir no relativista en física teòrica; vegeu a continuació un altre context físic i històric.
Com es mostra a continuació, les representacions irreductibles de dimensions finites de SU(2) estan indexades per un nombre enter no negatiu {\displaystyle m} i tenir dimensió {\displaystyle m+1}. A la literatura de física, les representacions estan etiquetades per la quantitat {\displaystyle l=m/2}, on {\displaystyle l} aleshores és un nombre enter o un mig enter, i la dimensió és {\displaystyle 2l+1}.

## Representacions d'àlgebra de Lie
Les representacions del grup es troben considerant representacions de {\displaystyle {\mathfrak {su}}(2)}, l'àlgebra de Lie de SU(2). Com que el grup SU(2) està simplement connectat, cada representació de la seva àlgebra de Lie es pot integrar a una representació de grup; donarem una construcció explícita de les representacions a nivell de grup a continuació.

### Àlgebres de Lie reals i complexades
La veritable àlgebra de Lie {\displaystyle {\mathfrak {su}}(2)} té una base donada per
{\displaystyle u_{1}={\begin{bmatrix}0&i\\i&0\end{bmatrix}},\qquad u_{2}={\begin{bmatrix}0&-1\\1&~~0\end{bmatrix}},\qquad u_{3}={\begin{bmatrix}i&~~0\\0&-i\end{bmatrix}}~,}
(Aquestes matrius de base estan relacionades amb les matrius de Pauli per {\displaystyle u_{1}=+i\ \sigma _{1}\;,\,u_{2}=-i\ \sigma _{2}\;,} i {\displaystyle u_{3}=+i\ \sigma _{3}~.} )
Les matrius són una representació dels quaternions :
{\displaystyle u_{1}\,u_{1}=-I\,,~~\quad u_{2}\,u_{2}=-I\,,~~\quad u_{3}\,u_{3}=-I\,,}
{\displaystyle u_{1}\,u_{2}=+u_{3}\,,\quad u_{2}\,u_{3}=+u_{1}\,,\quad u_{3}\,u_{1}=+u_{2}\,,}
{\displaystyle u_{2}\,u_{1}=-u_{3}\,,\quad u_{3}\,u_{2}=-u_{1}\,,\quad u_{1}\,u_{3}=-u_{2}~.}

on I és la matriu d'identitat 2×2 convencional: {\displaystyle ~~I={\begin{bmatrix}1&0\\0&1\end{bmatrix}}~.}
En conseqüència, els parèntesis del commutador de les matrius compleixen
Aleshores és convenient passar a l'àlgebra de Lie complexada
{\displaystyle \mathrm {su} (2)+i\,\mathrm {su} (2)=\mathrm {sl} (2;\mathbb {C} )~.}
(Les matrius autoadjunts amb traça zero més matrius autoadjuntes amb traça zero donen totes les matrius amb traça zero.) Sempre que treballem amb representacions sobre {\displaystyle \mathbb {C} } aquest pas de l'àlgebra de Lie real a la complexa és inofensiu. La raó per passar a la complexificació és que ens permet construir una bona base d'un tipus que no existeix en l'àlgebra de Lie real. {\displaystyle {\mathfrak {su}}(2)}.
L'àlgebra de Lie complexa està abastada per tres elements {\displaystyle X}, {\displaystyle Y}, i {\displaystyle H}, donat per
{\displaystyle H={\frac {1}{i}}u_{3},\qquad X={\frac {1}{2i}}\left(u_{1}-iu_{2}\right),\qquad Y={\frac {1}{2i}}(u_{1}+iu_{2})~;}
o, de manera explícita,
{\displaystyle H={\begin{bmatrix}1&~~0\\0&-1\end{bmatrix}},\qquad X={\begin{bmatrix}0&1\\0&0\end{bmatrix}},\qquad Y={\begin{bmatrix}0&0\\1&0\end{bmatrix}}~.}